# Отряд 8604

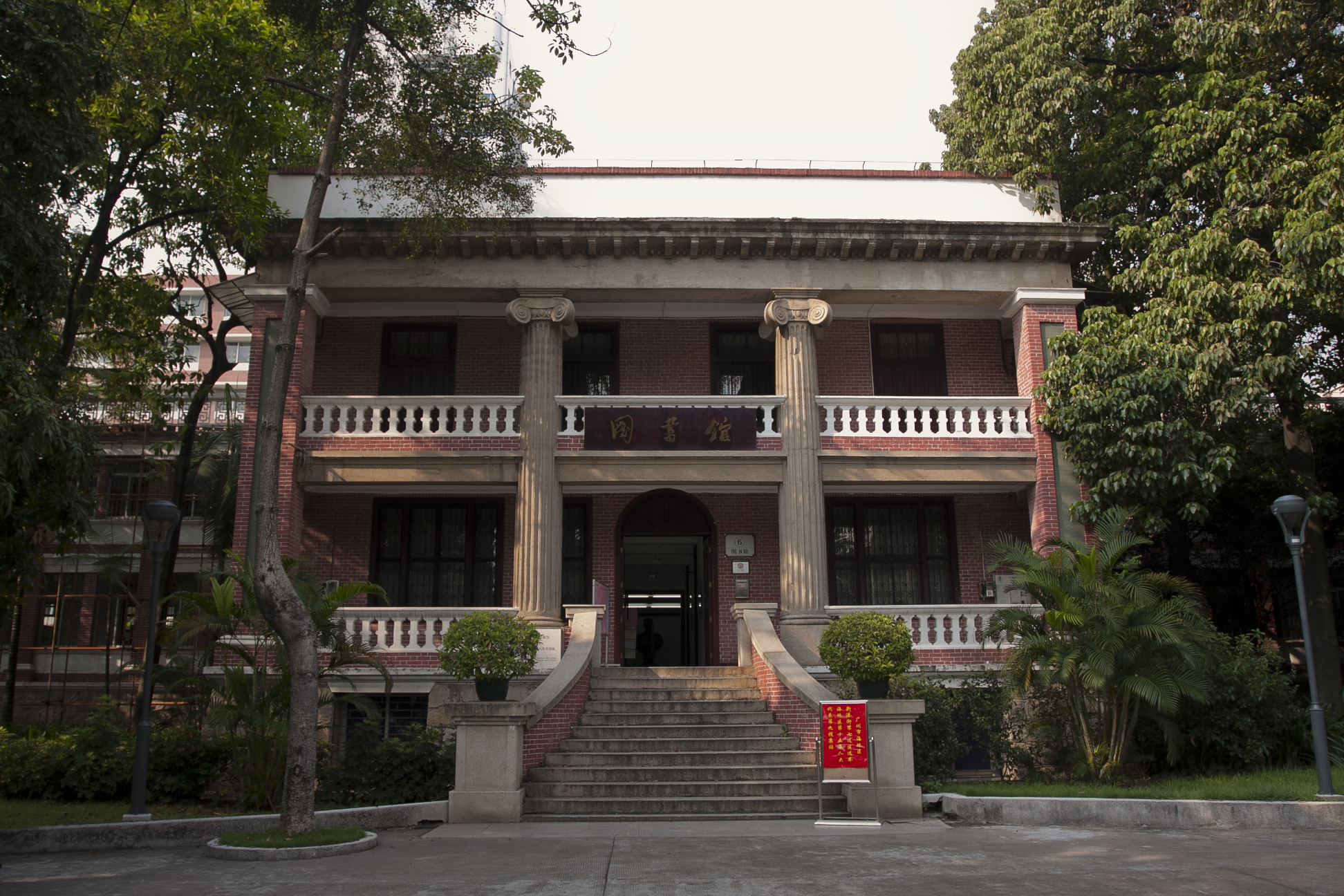
Базовый лагерь отряда 8604, ныне библиотека северного кампуса Университета медицинских наук Сунь Ятсена.

Отряд 8604 (кит. 廣州第8604部隊) — специальный отряд японских вооружённых сил, входил в состав Департамента предотвращения эпидемий и очищения воды. Базировался в Гуанчжоу, известен экспериментами над людьми. Существовал с 1939 по 1945 годы.

## Описание
Это подразделение являлось частью группировки войск Южно-Китайского фронта. Занималось тайными исследованиями биологического оружия. Было создано в Гуанчжоу в 1939, и располагался в Университете медицинских наук Сунь Ятсена.
Командовал отрядом врач, генерал-майор Сато Сюндзи. В отряде состояло в общей сложности 800 человек: 100 офицеров (многие из которых имели медицинское или научное образование), 200 медицинских и научных исследователей и 500 солдат и унтер-офицеров.
В 1994 году международная исследовательская группа подтвердила существование подразделения и собрала показания бывших членов и жертв. Сигеру Маруяма, бывший член подразделения, сказал, что в одном эксперименте заключённых морили голодом до смерти, и рассказывал о том, как жертвы оперировались почти каждый день.